# Sordavala landskommun

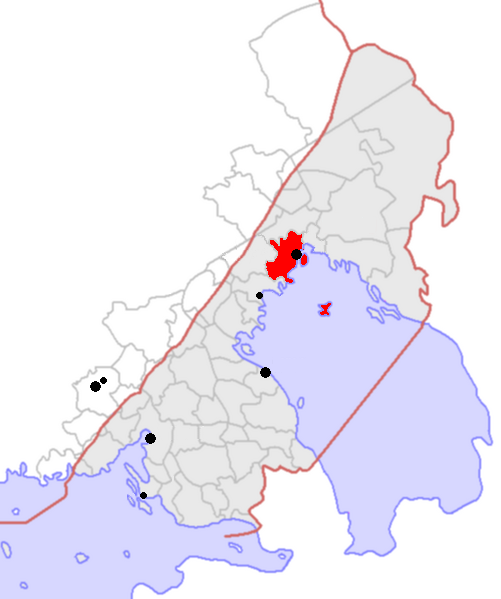
Sordavala landskommun markerad med rött

Sordavala landskommun (finska: Sortavalan maalaiskunta, ryska: Serdobol) var en tidigare kommun i Sordavala härad i Viborgs län.
Ytan var 806,6 km² och kommunen beboddes av 19 288 människor med en befolkningstäthet av 23,9 km² (31 december 1908).
Sordavala landskommun var enspråkigt finsk och blev del av Sovjetunionen efter andra världskriget.